# توشيكي كورواوا
توشيكي كورواوا (باليابانية: 黒岩俊喜؛ بالكانا: くろいわ としき) هو متزلج جماعي ياباني، ولد في 31 أغسطس 1993 في كاناغاوا في اليابان.

## وصلات خارجية
- توشيكي كورواوا على موقع أوليمبيديا (الإنجليزية)